# Geothermale Warmwasserheizung
Eine geothermale Warmwasserheizung ist eine Heizung, die die Wärmeenergie vor allem vulkanischer Böden zu Heizzwecken nutzt. Solche Heizungen kommen vor allem in Island vor. Durch die Nutzung der geothermalen Energie in Island benötigt fast kein Haus in Island einen Kamin.
Auch in anderen Regionen bietet sich die Nutzung geothermischer Wärme besonders an, so etwa in Teilen Baden-Württembergs.